# Dějiny ruské filosofie (Losskij)
Dějiny ruské filosofie (anglicky History of Russian Philosophy, rusky История русской философии) je dílo Nikolaje Losského, poprvé publikované roku 1951 v angličtině. Kniha pojednává o dějinách ruské filozofie XVIII.–XX. století a je používána jako učebnice na Filozofické fakultě Moskevské státní univerzity. Do češtiny byla přeložena Alanem Černohousem a vydána nakladatelstvím Refugium Velehrad-Roma v roce 2004.

## Vydání
- Lossky N. O. History of Russian Philosophy. — New York: International University Press, 1951.
- Лосский Н. О. История русской философии / Пер. с англ. яз. — М: Иностранная литература, 1954. — 414, [1] с. — Рассылается по особому списку
- LOSSKIJ, Nikolaj. Dějiny ruské filosofie. Překlad : Alan Černohous. 1. vyd. Velehrad: Refugium Velehrad-Roma, 2004. 663 s. (Studie ruského myšlení). ISBN 80-86715-26-4.